# 2021年漾濞地震
2021年5月21日在中国云南省大理白族自治州漾濞彝族自治县发生了Ms 6.4、MW 6.1的地震，震源深度约8千米。
在主震发生前，该地还曾发生数十次前震。其中最大规模的前震震级达Ms 5.6。
据中国地震台网测定，5月21日20时56分起至5月22日07时00分，漾濞县共连续发生地震398次。

## 构造背景
漾濞县所处的云南省位于中国南部，是中国地震活动最活跃的省份之一。该地区的走滑断层和地震，被认为是由于印度板块和欧亚板块在喜马拉雅山和青藏高原西部下方的碰撞，导致地壳向东南方向运动的结果。云南地区最早有记录的地震发生在公元9世纪，且自15世纪以来一直有该地区发生中强地震的记录。从公元9世纪起至该次地震发生前，云南省内共发生了30余次7级及以上地震。其中，大多数地震发生在浅层走滑断裂上，是该地区地震的特点之一。
红河断裂带是一条长约900千米的断裂带，由越南河内一直延伸至中国云南省。漾濞县即位于该断裂带的中段，属地震多发地区，历史地震较多。当地的地质背景主要为右旋走滑断层。该地震所处的走滑断层及其附近的小断层虽然频繁发生地震，但震级通常不会超过7.0级。此外，发生于漾濞县的地震被认为具有群震的特点。例如，漾濞县西部和附近的下关镇分别于1977年和1978年发生过多次5级左右的地震。

## 参数观测
中国地震台网专家综合研判认为，该次地震属于前震-主震-余震型。

### 前震
在主震发生前，该地还曾发生数十次前震。其中最大规模的前震震级达Ms 5.6。

### 主震
中国地震台网测定，该次地震发生于中国云南省大理白族自治州漾濞彝族自治县（北纬25.67度，东经99.87度），震级为Ms 6.4，震源深度约8千米。
美国地质调查局测定的震级在数值上较小。该机构测定，该次地震震级为MW 6.1，震中位于大理市西北约28千米处（北纬25.761度，东经100.008度），震源深度约10千米，最大烈度为8（VIII）度。此外，美国地质调查局认为，该次地震发生在东南走向的右旋走滑断层或西南走向的走旋走滑断层。
德国地球科学研究中心（德语简称：GFZ）测定，该次地震震级为MW 6.0，震中位于中国云南（北纬25.73度，东经99.92度），震源深度约17千米，震源机制解为走滑断层型。

### 余震
截至5月22日8时30分，中国地震台网共记录到3.0级以上地震35次，其中6.0-6.9级地震1次，5.0-5.9级地震3次，4.0-4.9级地震10次，3.0-3.9级地震21次。 （页面存档备份，存于）
| 时间            | 震中（坐标）                        | 震级 | 震源深度（千米） |
| --------------- | ----------------------------------- | ---- | ---------------- |
| 5月21日21时48分 | 25°40′N 99°52′E / 25.67°N 99.87°E   | 6.4  | 8                |
| 5月21日21时56分 | 25°38′N 99°57′E / 25.64°N 99.95°E   | 4.9  | 8                |
| 5月21日22时15分 | 25°35′N 99°58′E / 25.59°N 99.96°E   | 4.0  | 8                |
| 5月21日22时19分 | 25°36′N 99°57′E / 25.6°N 99.95°E    | 3.0  | 8                |
| 5月21日22时30分 | 25°39′N 99°54′E / 25.65°N 99.9°E    | 3.1  | 8                |
| 5月21日22时31分 | 25°35′N 99°58′E / 25.59°N 99.97°E   | 5.2  | 8                |
| 5月21日23时23分 | 25°36′N 99°59′E / 25.6°N 99.98°E    | 4.5  | 8                |
| 5月22日0时24分  | 25°41′N 99°52′E / 25.69°N 99.87°E   | 3.0  | 8                |
| 5月22日0时51分  | 25°42′N 99°52′E / 25.7°N 99.87°E    | 4.0  | 8                |
| 5月22日0时53分  | 25°39′N 99°55′E / 25.65°N 99.91°E   | 3.2  | 8                |
| 5月22日0时56分  | 25°38′N 99°55′E / 25.63°N 99.91°E   | 3.2  | 9                |
| 5月22日1时36分  | 25°37′N 99°56′E / 25.62°N 99.94°E   | 3.8  | 9                |
| 5月22日1时50分  | 25°37′N 100°00′E / 25.61°N 100.00°E | 3.3  | 14               |
| 5月22日2时24分  | 25°40′N 99°53′E / 25.66°N 99.88°E   | 3.0  | 10               |
| 5月22日2时28分  | 25°37′N 99°55′E / 25.62°N 99.91°E   | 3.9  | 10               |

## 震害情况

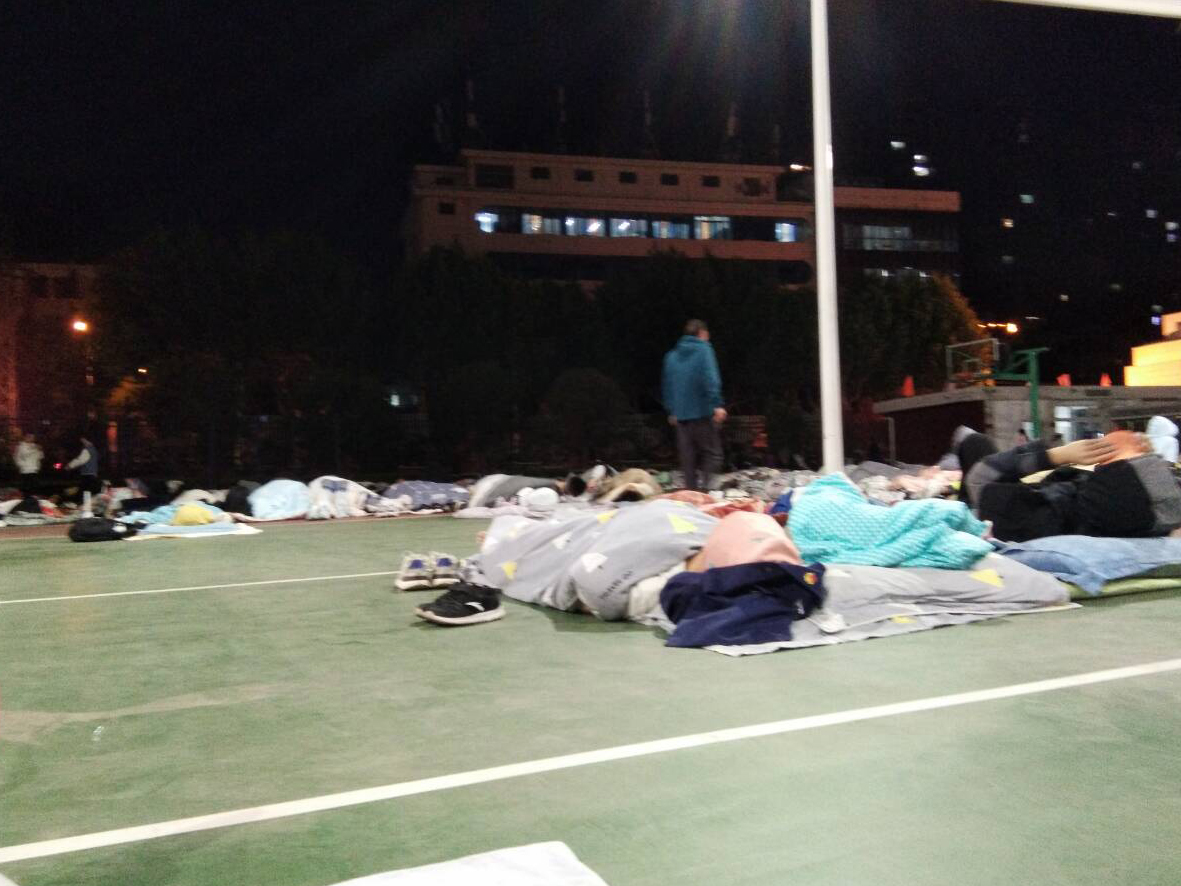
5月21日晚，距震中30余公里的下关一中学生露宿避难

除大理白族自治州震感强烈外，昆明市、玉溪市和普洱市等地网友也在新浪微博留言称有震感。此外，也有成都、西安、兰州等地网友称有震感。美国地质调查局根据通过互联网收集到的10余份震感报告，推算出该次地震最大烈度为8（VIII）度。然而，根据震中距约12千米和17千米处的6份震感报告，最大烈度可能达到了9（IX）度。
主震发生后不足一小时，漾濞县消防救援大队称，当地一处山体滑坡导致一辆卡车在215国道顺濞镇路段被埋，有一人被困在车内，一人死亡；在救援过程中，余震使旁边的石头再次落下，万幸没有砸到任何人；由于地震阻碍了警车，警察只好背着伤者，徒步3公里送往附近的卫生院。此外，有人被困在发生故障的电梯内。
美国地质调查局认为，由于漾濞县的地形陡峭，可能会因地震出现滑坡和土壤液化现象。

## 社会反应
主震发生后，漾濞县消防救援大队共组织15人前往震中进行救援工作。此外，普洱市消防救援支队派出了1支轻型专业队、11支前突分队和11支地震救援分队，共225人携带9500件套救援装备器材前往震区进行救援工作。云南省消防救援总队启动地震救援预案，其下属的大理支队已调集170人前往救援。
大理州人民政府于地震当天23时24分发布紧急倡议，请求大理州的驾驶员就近停车，以便救援队伍更快前往灾区。
受地震影响，来往大理的3趟普速、7趟动车组列车停运。
受国家卫生健康委委派，四川大学华西医院派出拥有地震伤员救治工作经验的专家组前往灾区，指导开展伤员救治工作。